# Witold Nowakowski

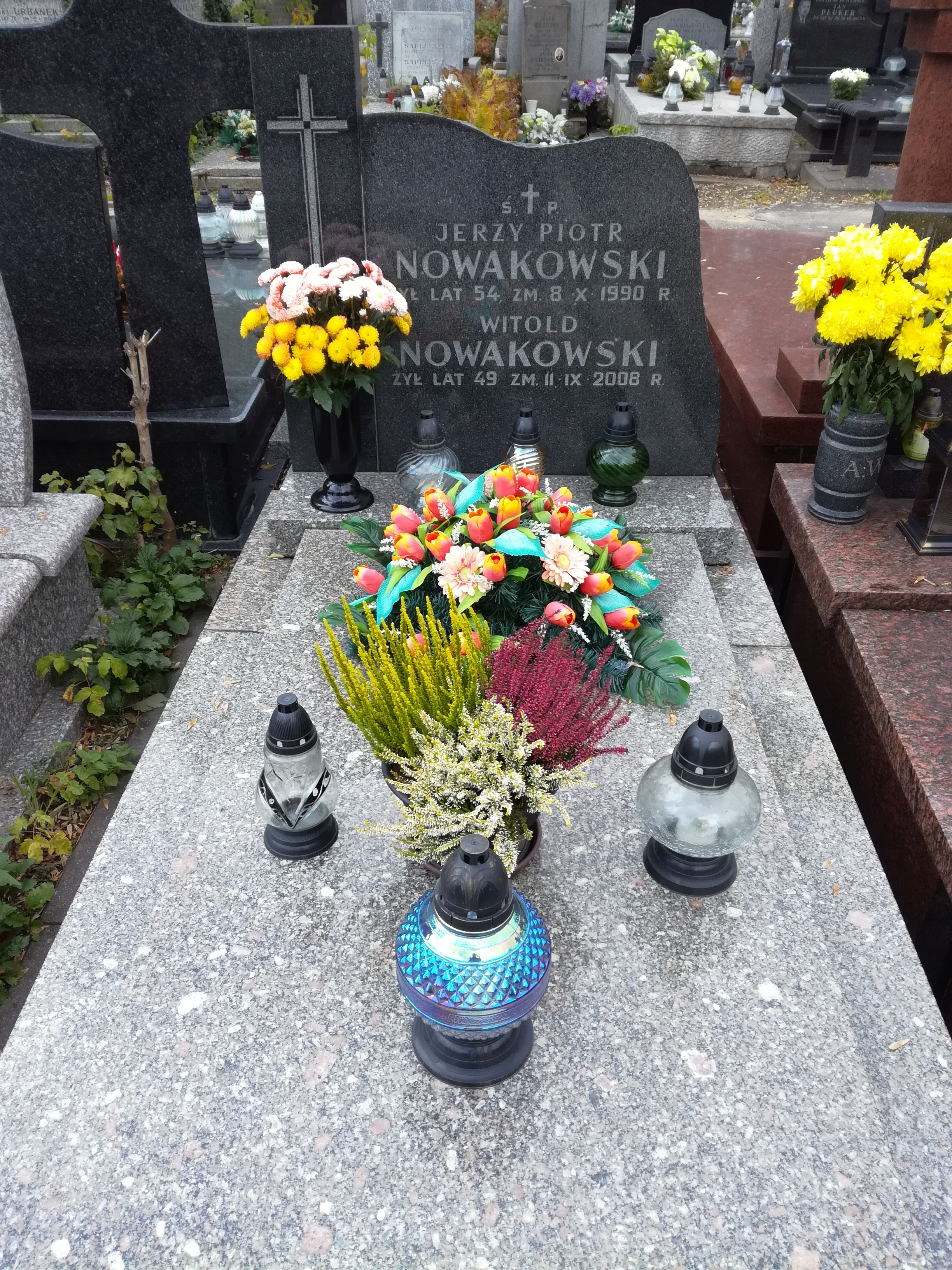
Grób Witolda Nowakowskiego na cmentarzu Bródnowskim w Warszawie

Witold Nowakowski (ur. 5 września 1959, zm. 11 września 2008) – tłumacz, komiksolog, znawca kultury japońskiej, propagator kendo w Polsce.

## Życiorys
Zaczynał w 1991 roku. Tłumacz i fascynat literatury japonistycznej. Autor przekładów komiksów japońskich. Propagator kendo w Polsce, współzałożyciel i sekretarz Polskiej Komisji Kendo, jeden z trzech czynnych zawodników Warszawskiej Sekcji Kendo z mistrzowskim stopniem 4 dan (4 dan kendo, 1 dan Iaidō).
Specjalista od sztuk walki i Dalekiego Wschodu (zwłaszcza kendo). Pisał i tłumaczył książki dotyczące tych tematów. Autor encyklopedii multimedialnej nt. japońskich sztuk walki.
Przełożył także wiele romansów.
Był prawdopodobnie organizatorem pierwszego, nieformalnego polskiego klubu fanów japońskiej popkultury.
Zmarł w wyniku pęknięcia tętniaka mózgu. Pochowany na cmentarzu Bródnowskim w Warszawie (kw. 5D-7-6).

## Ważniejsze przekłady
- Arthur Golden Wyznania gejszy
- Michael Crichton Kongo
- David Baldacci Dowód prawdy
- Ken Follett Zabójcza pamięć
- James Patterson Na szlaku terroru
- Hiroshi Ozawa Kendo
- Seiyu Oyata Ryu Te no Michi